# Thomas Krens
Thomas Krens, né le 26 décembre 1946 à New York (États-Unis), est l'ancien directeur de la Fondation Solomon R. Guggenheim à New York. Durant son mandat de vingt ans, de 1988 à 2008, Thomas Krens a fait évoluer de manière conséquente la fondation et le musée, ce qui lui a valu d'être mis à l'honneur mais également de devenir un objet de controverses. Il a reçu le Prix Spécial du Meilleur Mécène à la Biennale d'Architecture de Venise en 2000, l'Award du Meilleur Directeur Culturel par l'American Federation of Arts et l’ordre de l'Aigle aztèque au Mexique.

## Formation
En 1969, Thomas Krens obtient un BA Honours en économie politique au Williams College (Williamstown, Massachusetts, USA). Deux ans plus tard, en 1971, il réussit son Master en Art à l'Université d'État de New York, puis, en 1984, son MBA en Management à l'université Yale. En 1989, il reçoit le HHD à l’Université d’État de New-York. Thomas Krens possède donc une triple formation : en art, en communication et en économie. 

## Le mandat Guggenheim
En 1988, Thomas Krens est nommé directeur de la Fondation Guggenheim, fondée en 1937 par Solomon R. Guggenheim. Pendant vingt ans, de 1988 à 2008, il a adopté de multiples facettes pour gérer cette institution : chef de direction, collecteur de fonds, entrepreneur, relation à l'international... Il est ainsi devenu une figure de haut niveau dans le monde de l’art.

### Acquisitions et Expositions
Sous la direction de Thomas Krens, la fréquentation du musée Guggenheim de New-York, ouvert en 1959, a plus que doublé, atteignant les plus de 900 000 visiteurs par an. Par ailleurs, depuis le milieu des années 1990, la dotation de la Fondation a été multipliée par 6, passant de 20 millions à 118 millions de dollars, et la collection permanente a augmenté de plus de 60 %.
En effet, durant vingt ans, Krens s’est attaché à fortifier la place du musée parmi les meilleurs du monde. Il a fait preuve d’une volonté d’élargir la portée de la collection en incluant la photographie contemporaine et l'art multimédia. En 1989, il obtient un don de peintures impressionnistes par la veuve du collectionneur Justin Thannhauser, Hilde Thannhauser. En 1991, grâce à Thomas Krens, la Fondation fait l'acquisition de sculptures minimalistes de la collection Panza. En 1992, le Guggenheim n’avait d’espace que pour afficher en même temps 3 % de ses 6 000 œuvres. 
Thomas Krens a également été à l'initiative de nombreuses rétrospectives de d'artistes majeurs (Roy Lichtenstein, Ellsworth Kelly, Roni Horn, Matthew Barney, etc.), d'expositions originales, telles que « L'Art de la Moto » en 1988, ou historiques sur diverses régions du monde : « L’Afrique :l’Art d’un continent » (1996), « Chine : 5 000 ans » (1998), « Brésil : Body & Soul » (2001), etc..
« Durant le mandat de Thomas Krens, la Fondation Guggenheim est devenue l'une des plus importantes institutions, influentes et prestigieuses dans le monde.», William Mack, président du Conseil de la Fondation Guggenheim.

### Une visée expansionniste de la marque Guggenheim
Dès le début de son mandat, Thomas Krens exprime sa volonté d’étendre son influence et sa réputation autour du globe. Il désire tourner le Guggenheim en marque mondiale, et pour cela, il se lance sans des collaborations avec d'autres organismes similaires afin de créer une série de Guggenheim-satellites dans le monde entier, en faisant appel à chaque fois à des architectes de renom pour la réalisation des musées. En 1991, Thomas Krens négocie le partenariat entre le gouvernement régional basque et la Fondation Guggenheim, ce qui donne lieu à la construction du Musée Guggenheim de Bilbao, conçu par l'architecte américain Frank Gehry. Dès son ouverture en octobre 1997, le musée reçoit un succès gigantesque. À la suite de cela, Krens poursuit sa démarche et sollicite de nombreuses villes dans le monde. Ainsi, en novembre 1997, le Deutsche Guggenheim de Berlin, conçu par Richard Gluckman ouvre ses portes ; suivi en octobre 2001 par le Guggenheim Hermitage Museum de Las Vegas (en partenariat avec le Musée de l'Ermitage de Saint-Pétersbourg en Russie), conçu pas Rem Koolhaas. Le musée Guggenheim d'Abu Dhabi, dessiné par Frank Gehry, est actuellement en construction. En parallèle, il s’attache également à élargir la collection Peggy Guggenheim de Venise, et réussit à la doubler en taille.
« Une bonne marque devient un article de foi parmi un public de consommateurs. Si vous achetez une BMW ou une Mercedes, ou séjournez dans un hôtel Four Seasons, ou allez au Louvre, vous pouvez être assez bien garantis d’une expérience de qualité. », Thomas Krens.

### Controverses
Très souvent mis à l’honneur, Thomas Krens a aussi été l’objet de controverses. Ses dépenses excessives ont attiré la critique ainsi que son activité internationale et son style pragmatique. En effet, ses visées expansionnistes et sa stratégie de franchise « Guggenheim » lui ont été fortement reprochées : le coût de cette expansion et le zèle de Krens auprès des filiales - au détriment du siège ? – ont placé le directeur de la Fondation au centre des critiques. De plus, Thomas Krens a été critiqué pour sa stratégie de marketing. Il a en particulier été accusé de traiter les chefs-d’œuvre du musée Guggenheim de New-York comme de simples actifs lors de la vente d’œuvres de ce qui était considéré comme les plus anciennes du musée (Kandinsky, Chagall, Modigliani…) pour acquérir des sculptures minimalistes de la collection Panza. 
« Krens est son propre pire ennemi. Tout le monde pense qu’il est un type d’entreprise, mais il est en réalité un grand rêveur. », Norman Rosenthal, Secrétaire d’Exposition de l’Académie Royale.

### Démission
Les relations houleuses entre Thomas Krens et le principal mécène de la Fondation, Peter Lewis, ont probablement pesé dans le choix de Krens de quitter son poste de directeur du musée en 2005 et de directeur de la Fondation Guggenheim en 2008.
Malgré cette démission, il a tout de même été chargé de continuer à s’occuper des affaires internationales, et en particulier du projet d’Abu Dhabi, au titre de conseiller senior pour une durée de cinq ans. Cependant, en novembre 2010, Krens est dessaisi de ce projet, pour une raison inconnue
Richard Armstrong, ancien directeur du Carnegie Museum of Art et conservateur au Whitney Museum of American Art, est le successeur de Thomas Krens au titre de directeur de la Fondation.

## Biennale de Venise
Thomas Krens a participé à deux biennales d’Architecture de Venise consécutives :
6e Biennale d'Architecture de Venise de 1996
- Directeur de la Biennale : Hans Hollein, architecte autrichien
- Thème de la Biennale : L'architecte, sismographe de la société
- Thème du Pavillon Américain : L'architecture de la compagnie Disney
- Commissaire du Pavillon Américain : Thomas Krens /
- Organisation : Disney et Fondation Guggenheim

7e Biennale d'Architecture de Venise de 2000
- Directeur de la Biennale : Massimiliano Fuksas
- Thème de la Biennale : Moins esthétique, plus éthique
- Thème du Pavillon Américain : ARCHitectureLABoratories
- Commissaire du Pavillon Américain : Max Hollein
- Organisation : Fondation Guggenheim
- Prix Spécial du meilleur mécène d’œuvres architecturales : Thomas Krens

## Publications
- Krens, Thomas; Thompson, Joseph; Solomon R. Guggenheim Museum; Williams College Museum of Art (1989), Refigured painting : the German image, 1960-88 / edited by Thomas Krens, Michael Govan, Joseph Thompson, Prestel,  (ISBN 3791308661), https://books.google.com/?id=3C9QAAAAMAAJ
- Krens, Thomas; Celant, German; Dennison, Lisa et al., eds. (1990), Da van Gogh a Picasso, Da Kandinsky a Pollock : il percorso dell'arte moderna / a cura di Thomas Krens, con Germano Celant, Lisa Dennison., Bompiani, https://books.google.com/books?id=zaBPAAAAMAAJ
- Krens, Thomas; Giménez, Carmen; Peggy Guggenheim Collection; MuseoNacional Centro de Arte Reina Sofía; Solomon R. Guggenheim Museum (1990), Obras maestras de la Colección Guggenheim : de Picasso a Pollock : 17 de enero al 13 de mayo de 1991, Museo Nacional Centro de Arte Reina Sofía / dirección, Thomas Krens, Carmen Giménez, Solomon R. Guggenheim Museum,  (ISBN 8474836972), https://books.google.com/?id=IzEnPwAACAAJ
- Krens, Thomas; Dennison, Lisa; Art Gallery of New South Wales; Solomon R. Guggenheim Museum (1991), Masterpieces from the Guggenheim : Art Gallery of New South Wales, Sydney, September 22, 1991-January 12, 1992 / selected by Thomas Krens with Lisa Dennison., Guggenheim Museum,  (ISBN 0892070900), https://books.google.com/?id=E3LVAAAACAAJ
- Krens, Thomas; Guggenheim Museum Staff (1998), Krens, Thomas; Drutt, Matthew, eds., The Art of the Motorcycle, Harry N. Abrams,  (ISBN 0810969122), https://books.google.com/books?id=6Rl-QgAACAAJ